# فرودگاه اروس
فرودگاه اروس (به انگلیسی: Eros Airport) (به زبان بومی: Windhoek Eros Airport) یک فرودگاه همگانی با کد یاتا ERS است که یک باند فرود آسفالت دارد و طول باند آن ۲۲۲۹ متر است. این فرودگاه در شهر ویندهوک کشور نامیبیا قرار دارد و در ارتفاع ۱۶۹۹ متری از سطح دریا واقع شده است.